# Badische VII c
Die Maschinen der Gattung VII c waren dreifach gekuppelte Güterzug-Dampflokomotiven der Großherzoglich Badischen Staatseisenbahn.

## Geschichte
Die Lokomotiven waren eine Weiterentwicklung der Gattung Badische VII a und die letzten Nassdampf-Güterzuglokomotiven mit einfacher Dampfdehnung. Um eine größere Leistung zu erreichen, vergrößerte man die Rostfläche und steigerte den Kesseldruck auf 10 bar. Der verbesserte Kessel machte auch die Anpassung des Triebwerkes, durch Vergrößerung von Durchmesser und Hub, erforderlich. Auch die Kuppelräder wurden vergrößert.
Wie die Lokomotiven der Gattung VII a wurden die Lokomotiven nach ihrem Einsatz als Güterzuglokomotiven noch eine Zeit lang als Rangierlokomotiven eingesetzt. 1914 waren noch alle vier Maschinen im Betriebsdienst. Die Lok Nr. 512 wurde 1919 als Reparationsleistung abgegeben, kam jedoch im folgenden Jahr wieder zurück und wurde im Umzeichnungsplan der Deutschen Reichsbahn als VII a unter der falschen Betriebsnummer 53 8587 erfasst.

## Konstruktive Merkmale
Die Lokomotiven verfügten über einen Blechrahmen aus durchlaufenden Blechen von 24 bis 36 mm Dicke. Der Kessel war Bauart Belpaire und verfügte über einen Dampfdom auf dem vorderen Kesselschuss. Das außen liegende Zweizylinder-Nassdampftriebwerk verfügte über eine innen liegende Steuerung und wirkte auf die mittlere Achse. Die Umsteuerung erfolgte mittels Hebel. Die erste und zweite Achse waren durch einen Ausgleichshebel verbunden und mit einer Blattfeder am Rahmen abgestützt. Die hintere Achse war mittels eines elliptisch angeordneten Blattfederpaares abgefedert. Die Lokomotiven wurden ursprünglich mit Tendern der Reihe 2 T 8 und nach 1913 mit Tendern der Reihe 3 T 13,5 gekuppelt.